# Hiroši Izumi
Hiroši Izumi (japonsky 泉 浩), (* 22. června 1982 Óma, Japonsko) je bývalý reprezentant Japonska v judu. Je majitelem stříbrné olympijské medaile z roku 2004. Po skončení reprezentační kariéry v judu přešel mezi profesionální zápasníky.

## Sportovní kariéra
Po odchodu Hidehiko Jošidy japonská střední váha hledala osobnost, která by je vrátila na medailové příčky. V roce 2004 využil svojí příležitost a zajistil si jako neokoukaný mladík nominaci na olympijské hry v Athénách. V semifinále svedl tvrdou bitvu s mistrem světa Jihokorejcem Hwang Hui-tem a zápas rozhodl 6s před koncem hodem seoi-nage. Ve finále se utkal s Gruzíncem Zviadaurim. Vyrovnaný zápas rozhodla jeho taktická chyba, když za úchop dostal v polovině zápasu šido. Prohrával tak na koku a musel hru otevřít. Po chvíli se odhodlal k útoku technikou o-soto-gari, kterou však Zviadauri skvěle přečetl a kontrachvatem ho poslal na ippon. Získal stříbrnou olympijskou medaili.
V roce 2005 na mistrovství světa získal zlatou medaili, ale turnaj zaplatil zraněním pravého lokte. Ve druhém kole mu v zápalu boje Jihokorejec Hwang nasadil zakázanou techniku waki-gatame, po které v bolestech opustil tatami. Jihokorejec byl za tento zákrok diskvalifikován což mu umožnilo v turnaji pod tišícími injekcemi pokračovat a nakonec i vyhrát. Po tomto zranění se však již nedokázal dostat do dřívější formy. Propadák na olympijských hrách v Pekingu 2008 ho nakonec svedl k myšlence zkusit štěstí mezi profesionálními zápasníky.

## Výsledky
| Turnaj            | 2000         | 2001         | 2002         | 2003         | 2004         | 2005         | 2006         | 2007         | 2008         |
| Turnaj            | 18           | 19           | 20           | 21           | 22           | 23           | 24           | 25           | 26           |
| Turnaj            | střední váha | střední váha | střední váha | střední váha | střední váha | střední váha | střední váha | střední váha | střední váha |
| ----------------- | ------------ | ------------ | ------------ | ------------ | ------------ | ------------ | ------------ | ------------ | ------------ |
| Olympijské hry    | —            |              |              |              | 2.           |              |              |              | úč.          |
| Mistrovství světa |              | —            |              | —            |              | 1.           |              | úč.          |              |
| Asijské hry       |              |              | —            |              |              |              | 3.           |              |              |
| Mistrovství Asie  | —            | —            |              | —            | 3.           | —            |              | —            | 1.           |
| MS juniorů        | úč.          |              |              |              |              |              |              |              |              |